# Leslie Orgel
Leslie Eleazer Orgel FRS ( Londres,12 de enero de 1927 – San Diego, 27 de octubre de 2007) fue un químico británico. Publicó más de trescientos artículos en sus áreas de investigación. 
En su libro Los orígenes de la vida, Orgel acuñó el concepto de "complejidad especificada" para describir el criterio por el cual se distinguen los organismos vivos de la materia inerte. Su nombre se ha popularizado por las llamadas leyes de Orgel, en especial la segunda:
1. Si un proceso espontáneo es demasiado lento o ineficiente, una proteína evolucionará para acelerarlo u optimizarlo.
2. La Evolución es más inteligente que tú.

El laboratorio de Orgel se financió económicamente con la citarabina, un compuesto que actualmente es uno de los anticancerígenos más usados. Durante los años 1970 Orgel sugirió reconsiderar la hipótesis de la panspermia, de acuerdo con la cual las formas más tempranas de vida en la tierra no se originaron aquí, sino que llegaron del espacio exterior con los meteoritos. Junto con Stanley Miller, Orgel también sugirió que fueron los Ácidos peptidonucleicos en lugar de los Ácidos ribonucleicos los que constituyeron los primeros sistemas prebióticos capaces de autorreplicación en la tierra primitiva. 

## Biografía
Nacido en Londres, Inglaterra, Orgel se licenció en química con honores de primera clase en la Universidad de Oxford en 1949. En 1950 fue elegido miembro del Magdalen College (Oxford) y en 1951 recibió su doctorado en química en Oxford. 
Orgel comenzó su carrera como químico teórico inorgánico y continuó sus estudios en este campo en Oxford, en el Instituto Tecnológico de California y en la Universidad de Chicago. En 1955 se unió al departamento de química de la Universidad de Cambridge. Realizó sus investigaciones sobre la química de los metales de transición y publicó artículos además de escribir un manual titulado "Química de los metales de transición: Teoría del Campo de los ligandos" (1960).
En 1964 Orgel fue nombrado miembro Senior y profesor investigador del Instituto Salk de Estudios Biológicos, donde dirigió el Laboratorio de Evolución Química. También fue profesor adjunto en el departamento de Química y Bioquímica de Universidad de California, San Diego, y fue uno de los cinco principales investigadores de la NASA-patrocinando el programa NSCORT de exobiología. Orgel también participó en el programa Viking de la NASA para la exploración de Marte como miembro del equipo de análisis molecular que diseñó el espectrómetro de masas que la sonda robotizada llevó al planeta marte. 
Orgel falleció el 27 de octubre de 2007 tras una breve batalla con el cáncer en la residencia de cuidados paliativos de San Diego (California).

## Premios
- Premio de la National Academy of Sciences.
- Miembro de la Royal Society of London.
- Miembro de la Academia Americana de Artes y Ciencias.

## Publicaciones
- Leslie E. Orgel, An Introduction to Transition-Metal Chemistry. The Ligand Field Theory, 1961
- Leslie E. Orgel, The Origins of Life: Molecules and Natural Selection, 1973
- Leslie E. Orgel y Stanley L. Miller, The Origins of Life on the Earth, 1974

### Ediciones en español
- Orgel, Leslie E. (2003). Introducción a la química de los metales de transición. Editorial Reverté. ISBN 978-84-291-7460-1.
- Orgel, Leslie E. (1988). Los orígenes de la vida: moléculas y selección natural. Alianza Editorial. ISBN 978-84-206-2138-8.